# Presbytis
Presbytis é um gênero macacos asiáticos da família Cercopithecidae. É integrada por várias espécies de surilis, autóctones de Java, Sumatra, Bornéu e a Península Malaia.

## Espécies
- Presbytis bicolor Aimi & Bakar, 1992
- Presbytis canicrus G. S. Miller, 1934
- Presbytis chrysomelas Müller, 1838
- Presbytis comata (Desmarest, 1822)
- Presbytis femoralis (Martin, 1838)
- Presbytis frontata (Müller, 1838)
- Presbytis hosei (Thomas, 1889)
- Presbytis melalophos (Raffles, 1821)
- Presbytis mitrata Eschscholtz, 1821
- Presbytis natunae (Thomas e Hartert, 1894)
- Presbytis percura Lyon, 1908
- Presbytis potenziani (Bonaparte, 1856)
- Presbytis robinsoni Thomas, 1910
- Presbytis rubicunda (Müller, 1838)
- Presbytis sabana (Thomas, 1893)
- Presbytis siamensis (Müller e Schlegel, 1841)
- Presbytis siberu (Chasen & Kloss, 1928)
- Presbytis sumatrana (S. Müller & Schlegel, 1841)
- Presbytis thomasi (Collett, 1893)